# Алег
Алег (араб. ألاك, фр. Aleg) — місто в південній частині Мавританії, адміністративний центр області Бракна.

## Географія
Місто розташоване за 262 км на південний схід від столиці країни, міста Нуакшот, на висоті 43 м над рівнем моря , неподалік від державного кордону з Сенегалом.

## Відомі люди
У Алегі народився колишній президент Мавританії - Сіді Мохаммед ульд Шейх Абдуллахі.